# Darialská vodní elektrárna
Darialská vodní elektrárna (anglicky Dariali HPP), je průtočná vodní elektrárna bez vodní nádrže na řece Těrek na gruzínské straně Darialské soutěsky. Otvírací ceremonie se konala 8. dubna 2017. 
Těrek patří mezi energeticky nejvydatnější řeky v Gruzii. Průtok je sveden v nadmořské výšce 1715 m do 1,6 km dlouhého otevřeného kanálu a odtud pak 5,5 km dlouhým podzemním přivaděčem s proměnným průměrem 2,6 až 3,0 m na 3 Peltonovy turbíny vzdálené 1,2 km od státní hranice s Ruskem v nadmořské výšce 1325 m. Převýšení včetně umělého kanálu tak činí 390 m.